# First Hand
First Hand es el álbum debut lanzado por el cantante cristiano Steven Curtis Chapman. El álbum fue lanzado en 1987 por Sparrow Records y cuenta con el exitoso sencillo "Weak Days".
El álbum cuenta con una mezcla de la música country con el soft rock y pop.

## Lista de canciones
Todas las canciones escritas por Chapman, salvo que se indique lo contrario.
1. "First Hand"(Borop, Chapman, Naish) – 3:38
2. "Weak Days"(Chapman, Elliot) – 4:20
3. "Hiding Place"(Chapman, Salley) – 4:49
4. "Run Away" – 4:22
5. "Do They Know" – 4:01
6. "Tell Me" – 4:21
7. "Who Cares"(Chapman, Moore, Naish) – 5:07
8. "Dying to Live" – 3:37
9. "Said and Done" – 5:10
10. "My Redeemer Is Faithful and True"(Chapman, Elliot) – 3:47